# Helmut Klöpsch
Helmut Klöpsch (ur. 4 grudnia 1939 w Schönwald, zm. 13 września 2019) – niemiecki biathlonista reprezentujący NRD. W 1962 roku wystąpił na mistrzostwach świata w Hämeenlinna, gdzie zajął 13. miejsce w biegu indywidualnym i piąte w drużynie. Na rozgrywanych rok później mistrzostwach świata w Seefeld in Tirol był osiemnasty w biegu indywidualnym i siódmy w sztafecie. Zajął też siedemnaste miejsce w biegu indywidualnym i piąte w sztafecie podczas mistrzostw świata w Altenbergu w 1967 roku. W 1964 roku wystartował na igrzyskach olimpijskich w Innsbrucku, gdzie zajął 27. miejsce w biegu indywidualnym. Brał również udział w igrzyskach olimpijskich w Grenoble, plasując się na 31. pozycji w biegu indywidualnym. Nigdy nie wystąpił w zawodach Pucharu Świata.
Na arenie krajowej zdobył trzy tytuły mistrza NRD w sztafecie w latach 1963, 1967 i 1968. Był też drugi indywidualnie w latach 1963 i 1967.

## Osiągnięcia

### Igrzyska olimpijskie
| Rok  | Miejscowość | Konkurencje | Konkurencje | Konkurencje | Konkurencje | Konkurencje | Konkurencje | Konkurencje |
| Rok  | Miejscowość | IN          | SP          | PU          | MS          | RL          | MR          | SR          |
| ---- | ----------- | ----------- | ----------- | ----------- | ----------- | ----------- | ----------- | ----------- |
| 1964 | Innsbruck   | 31.         | nd.         | nd.         | nd.         | nd.         | nd.         | –           |

### Mistrzostwa świata
| Rok  | Miejscowość      | Konkurencje | Konkurencje | Konkurencje | Konkurencje | Konkurencje | Konkurencje | Konkurencje |
| Rok  | Miejscowość      | IN          | SP          | PU          | MS          | RL          | MR          | SR          |
| ---- | ---------------- | ----------- | ----------- | ----------- | ----------- | ----------- | ----------- | ----------- |
| 1962 | Hämeenlinna      | 13.         | nd.         | nd.         | nd.         | 5.          | nd.         | –           |
| 1963 | Seefeld in Tirol | 18.         | nd.         | nd.         | nd.         | 7.          | nd.         | –           |
| 1967 | Altenberg        | 17.         | nd.         | nd.         | nd.         | 5.          | nd.         | –           |